# Coptops pardalis
Coptops pardalis là một loài bọ cánh cứng trong họ Cerambycidae.